# Rentenreform
Eine Rentenreform ist ein sozialpolitisches Gesetz, mit dem die Leistungen, die Beiträge oder die Organisation der Gesetzlichen Rentenversicherung neu geregelt werden.

## Rentenform 1998 in Schweden
Nach einem Jahrzehnt Debatten beschloss der schwedische Reichstag 1998 ein neues schwedisches Rentensystem, welches im ersten Schritt 1999 und  2003 voll in Kraft trat. Für vor 1938 Geborene blieb auch nach der Neuregelung von 1999 das alte System bestehen, eine durch Steuern, Arbeitgeberbeiträge und Beiträge von Selbständigen finanzierte Volksrente.  Die Jahrgänge 1954 und jünger bekommen seit 1999 eine einkommensbezogene, von der Höhe der Beiträge abhängige Rente und eine Garantierente. Für die Jahrgänge zwischen 1938 und 1954 gilt eine Mischlösung.
Als Berechnungsgröße für die Renten- und andere Sozialleistungen wurde 1957 ein Grundbetrag eingeführt und folgte der jährlichen Preisentwicklung. Im Jahr 1998 lag er bei 4.009 Euro. Die Volksrente betrug damals etwa 350 Euro monatlich. Die Bemessungsgrenze lag beim 7,5-fachen des Grundbetrags. Mit der Reform sollten die hohe Abhängigkeit vom Wirtschaftswachstum, die Anbindung der Bemessungsgrenze an die Preisentwicklung und die Belastungen durch die demografische Entwicklung verringert oder verändert werden.
Eine Grundrente für Bürger ohne zureichende Rentenanwartschaften blieb mit der sogenannten neuen Garantierente in Höhe der Sozialhilfe erhalten. Die volle Garantierente  erhält, wer ab dem 25. Lebensjahr über 40 Jahre Anwartschaften, Arbeits-, Ausbildungs- und Wehrdienstzeiten, in Schweden erlangt hat. Jeder Schwede zwischen 16 und 64 Jahren ist im neuen Umlageverfahren versichert, wenn er ein jährliches Erwerbseinkommen von mehr als 4400 Euro bezieht. Arbeitgeber und Arbeitnehmer zahlen die Beiträge je zur Hälfte.
Die Basis der neuen Rente ist heute der einkommensbezogene Teil im Umlageverfahren und eine sogenannte kapitalgedeckte Prämienrente. 65 Prozent des Renteneinkommens stammen aus dem öffentlichen Rentensystem. Insgesamt gehen 18,5 Prozent der Gehaltssumme, der Arbeitgeber- und der Arbeitnehmeranteil, an die staatliche Rentenversicherung, davon 16 Prozent für das Umlagesystem und 2,5 Prozent für die "Prämienpension". Liegen die Rentenausgaben aber über den Einnahmen,  werden Rentensteigerungen verringert. Die Rentenhöhe wird entsprechend der Entwicklung von Preisen und von Nettolöhnen angepasst.
Der staatliche Rentenfonds AP7 investiert in ein breit aufgestelltes globales Aktienportfolio, indem er sich in seiner Anlagestrategie am Aktienindex MSCI All Country World orientiert. Der staatliche Rentenfonds gehört somit zum staatlichen Rentensystem als erster Säule, neben der betrieblichen Altersvorsorge und privaten Rentenversicherungen als zweiter und dritter Säule.

## Rentenreformen in Deutschland
Nachdem die Rentenreformen von den 1950er bis in die 1970er Jahre hin zu massiven Erhöhungen des Rentenniveaus geführt haben (siehe z. B. Rentenreform 1957), waren die Rentenreformen seit Anfang der 1980er Jahre (mit Ausnahme der Integration des DDR-Rentensystems) mit Kürzungen der nach dem Umlageverfahren gezahlten Leistungen mindestens für einen Teil der gegenwärtigen und der künftigen Rentenbezieher verbunden. Kritiker bezeichnen den Begriff Rentenreform  daher seitdem als Euphemismus für Rentenkürzung. Die Rentenreformen werden in Gesetzen geregelt, z. B. dem Gesetz zur Reform der gesetzlichen Rentenversicherung (Rentenreformgesetz 1992 - RRG 1992) vom 18. Dezember 1989.

### Chronik der Rentenreformen in Deutschland
1957 wurde die „bismarcksche Sparrente“, deren Beiträge einst für zehn Jahre samt Rücklagen alle Ausgaben deckten, durch eine Umlagefinanzierung abgelöst. Die Rentenzahlungen der Umlagefinanzierung wurden je zur Hälfte von Arbeitgebern und Arbeitnehmern geleistet und ohne Rücklagen monatlich an die Rentner weitergeleitet. Die jährlichen Rentenanpassungen wurden an die Entwicklung der Arbeitseinkommen gekoppelt.
Ab November 1989 orientierten sich die Rentenanpassungen nicht mehr an den Brutto-, sondern an den Nettolöhnen. Bei vorzeitigem Rentenbezug wurden Abschläge eingeführt und der Bundeszuschuss stieg, um den Beitragssatz bis 2030 auf 28 Prozent zu drosseln. 
1998 wurde in der Rentenformel ein „demografischer Faktor“ eingebaut, um eine entsprechend der gestiegenen Lebenserwartung längere Rentenbezugsdauer auszugleichen. Diesen von der letzten Regierung Kohl eingeführten Faktor schaffte die Regierung Schröder im gleichen Jahr wieder ab. Stattdessen wurden durch die sogenannte Riester-Treppe von 2002 bis 2010 anstehende Rentenanpassungen jedes Jahr um 0,6 Prozent gekürzt. Die entstehende Lücke sollte durch freiwillige private Vorsorge im Rahmen der „Riester-Rente“ geschlossen werden.
2005 wurde der Nachhaltigkeitsfaktor als Dämpfung der negativen Effekte durch die hohe Arbeitslosigkeit und die Alterung der Gesellschaft eingeführt. 2007 beschloss die erste Regierung Merkel die ab 2012 einsetzende, schrittweise Anhebung des Rentenalters auf 67, die zum 1. Januar 2031 abgeschlossen sein wird.
2014 führten die Einführung der Mütterrente und der Rente mit 63 zu einer Erhöhung des Bundeszuschusses für versicherungsfremde Leistungen. 2017 einigte sich die letzte Regierung Merkel auf eine doppelte Haltelinie bis 2025, damit das Rentenniveau nicht unter 48 Prozent sinkt und der Beitragssatz nicht über 20 Prozent steigt. Seit 2021 gewährt die Grundrente einen individuellen Zuschlag zur gesetzlichen Rente für langjährig Versicherte mit unterdurchschnittlichem Einkommen.
2023 unterbreiteten die Wirtschaftsweisen einen Vorschlag zu einem grundlegenden Umbau des gesetzlichen Rentensystems:
1. Mehr Erwerbstätige werben
2. Beamte sollen in die Rentenversicherung einzahlen
3. Selbstständige sollen in die Rentenversicherung einzahlen
4. Späteres Renteneintrittsalter
5. Umbau der „Rente mit 63“
6. Neue Berechnung der Renten
7. Mehr Rente für Arme, weniger für Reiche
8. Staatsfonds statt Riester-Rente